# Gliese 3323 b
Gliese 3323 b è un pianeta extrasolare che ruota attorno alla stella nana rossa Gliese 3323, distante 17,4 anni luce dalla Terra. È stato scoperto con il metodo della velocità radiale nel marzo 2017 tramite lo spettrografo HARPS dell'Osservatorio di La Silla, in Cile. Al momento della scoperta secondo il Planetary Habitability Laboratory dell'Università di Porto Rico ad Arecibo, il pianeta era più simile alla Terra assieme a K2-72 e, con un indice di similarità terrestre di 0,90, e si pensava fosse situato all'interno della zona abitabile. Tuttavia in seguito lo stesso portale lo aveva escluso dai pianeti potenzialmente abitabili, in quanto troppo vicino alla sua stella.

## Caratteristiche
Il pianeta orbita attorno alla sua stella in poco più di 5 giorni, ad appena 5 milioni di chilometri dalla stella ruotando attorno a essa su un'orbita altamente eccentrica (e = 0,23). La massa del pianeta è circa il doppio di quella terrestre. Riceve una radiazione 2,5 volte quella che riceve la Terra dal Sole, e nonostante gli annunci iniziali della possibile abitabilità planetaria, il pianeta appare essere troppo vicino alla propria stella per poter sostenere acqua liquida sulla sua superficie.